# Сермонета Скало (Латина)
Сермонета Скало је насеље у Италији у округу Латина, региону Лацио.
Према процени из 2011. у насељу је живело 450 становника. Насеље се налази на надморској висини од 51 м.